# John Raitt
John Emmet Raitt (Santa Ana, 29 gennaio 1917 – Pacific Palisades, 20 febbraio 2005) è stato un attore e cantante statunitense.

## Biografia
Dopo la laurea all'Università di Redlands, fece il suo debutto sulle scene a Los Angeles nell'operetta H.M.S. Pinafore di Gilbert & Sullivan. Nel 1943 si unì al cast della produzione itinerante del musical  Oklahoma! di Rodgers e Hammerstein, nel ruolo del protagonista Curly, e nel 1945 fece il suo esordio a Broadway nel musical Carousel, in cui ricopriva il ruolo di Billy Bigelow; per la sua interpretazione vinse il Theatre World Award ed il New York Drama Critics' Circle.
Nel 1954 interpretò Sid nel musical The Pajama Game a Broadway e tre anni dopo tornò a ricoprire la parte nell'adattamento cinematografico con Doris Day, il suo unico ruolo da protagonista in un film. Molto attivo in campo regionale, Raitt tornò a recitare in Carousel nel 1962 in Kansas, nel 1963 nel tour californiano e nel 1965 al Lincoln Center. Recitò in ruoli da protagonista in diversi musical, tra cui Camelot (1969), Kiss Me, Kate (1974), Man of La Mancha (1978) e Follies (2004).
John Raitt fu sposato tre volte ed ebbe tre figli, Bonnie, Steve e David Raitt.

## Filmografia parziale

### Cinema
- Ritorna se mi ami (Flight Command), regia di Frank Borzage (1940)
- Terra selvaggia (Billy the Kid), regia di David Miller (1941)
- Il molto onorevole Mr. Pulham (H.M. Pulham, Esq.), regia di King Vidor (1941)
- Rotta sui Caraibi (Ship Ahoy), regia di Edward Buzzell (1942)
- Il gioco del pigiama (The Pajama Game), regia di George Abbott e Stanley Donen (1957)

### Televisione
- Pulitzer Prize Playhouse – serie TV, 1 episodio (1951)
- General Electric Theater – serie TV, episodio 7x18 (1959)
- Una famiglia del terzo tipo (3rd Rock from the Sun) – serie TV, 1 episodio (1997)

## Doppiatori italiani
- Giuseppe Rinaldi ne Il giuoco del pigiama